# Gerhard Beil
Gerhard Beil, né le 28 mai 1926 à Leipzig et mort le 19 août 2010 à Berlin, est un homme politique est-allemand. Il est ministre du Commerce extérieur de 1986 à 1990.

## Biographie
Dans les années 2000, il rejoint le parti Die Linke.

## Décorations
- 1967 : ordre du Mérite patriotique (Bronze)
- 1972 : ordre du Mérite patriotique (Argent)
- 1974 : Bannière du Travail
- 1976 : ordre du Mérite patriotique (Or)
- 1977 : ordre du Mérite (Autriche)
- 1983 : ordre de Karl-Marx
- 1984 : ordre du Mérite patriotique (« Fermoir honorifique en or »)

## Sources
- (de) Cet article est partiellement ou en totalité issu de l’article de Wikipédia en allemand intitulé « Gerhard Beil » (voir la liste des auteurs).